# Willy Manzi Kabera
Wilson (Willy) Manzi Kabera (Rwanda, 28 juni 1993) is een Belgisch acteur. 
Manzi Kabera is onder andere bekend van de rol van Désiré in de film Buitenspel. In 2014 vertolkte hij het personage Charlie in Vriendinnen. In F.C. De Kampioenen 3: Forever is hij te zien als aanvoerder van de DDT-ploeg. In 2018 was Manzi Kabera te gast in het televisieprogramma Taboe. Hij nam deel aan het programma in het kader van de aflevering "Mensen met een andere huidskleur".